# Сергієнко Володимир Володимирович
Сергієнко Володимир Володимирович (рос. Сергиенко Владимир Владимирович; Львів, 1971) — російськомовний письменник родом з України. Голова Союзу письменників міжнародної згоди ФРН, член Російського ПЕН-клубу, радник директора Московської міської організації Письменників при СПМС, лауреат Ордену Володимира Маяковського. 
З 1991 року проживає в Німеччині (поточне місто проживання — Берлін)

## Життєпис
Автор близько 30 публікацій та 7 власних книг. Активно виступав проти бойкотування України у Євро-2012 на німецьких каналах  і у ЗМІ. Організовував турнір трьох країн "Чемпіонат Європи з футболу серед письменників". Популяризує за кордоном україномовних та російськомовних письменників. У 2009 році на Всесвітньому ПЕН-конгресі Сергіенко звернувся до колегії Греміума з проханням не виключати український ПЕН-центр України, як не діючий із всесвітнього ПЕН-клубу. Його прохання задовольнили. За популяризацію спорту та розвиток культурної співпраці між Україною, Польщею і Німеччиною Володимиру Сергієнко висловлена подяка від міського голови м. Львова Андрія Садового.
Виступає активно за війну Росії і Білорусі , які напали на Україну, його батьківщину. Постійний учасник пропагандивних передач Соловйова на російському телебаченні

## Книги
- "Блатная сказка №2" Видавництво "Парад Москва"(2002)
- "Мои четыре встречи с мусором" Видавництво "Парад Москва" (2005)
- "Метрополии" (2009) Берлін, Видавництво "Xanamla" bei Helena Harlamova
- "Russisch Fluchen" (2013) Видавництво "Eulen Spiegel Verlag Berlin"
- Metropolien - WAM Verlag Berlin
- Zonen Fusbal Eulen Spiegel Verlag Berlin
- Fuck mich am leben Eulen Spiegel Verlag Berlin
- Твір "Футбол + Свиня + Собака" у книзі "Письменники про футбол. Літературна збірна України" (перекладено українською Сергієм Жаданом)

## Перформанс
- Сумісно з "САКС-Мафією" (С. Летов, Н. Рубанов, T.Сівков, Ю. Яремчук) 2007
- 16 вересня 2012 року у Львові був проведений урочистий ритуал проголошення куртуазного прокуратора Європи — князя Володимира Сергієнка

## Спілка Письменників міжнаціональної згоди ФРН
Спілка Письменників міжнаціональної згоди ФРН була створена у 2008 році, для посилення діалогів з літераторами різних країн. Засновники - письменники країн ЄС, РФ, України та інших країн. У 2010 році Володимир Сергієнко керівник СПМЗ ФРН.

## Міжнародні справи та ідеї
Володимир Сергієнко ініціював безліч міжнародних справ та ідей, серед них такі як:
- Відродження ПЕН-центру України
- Сумісно з Культурним Фондом Федерації Футболу Німеччини і польського міністерства культури - чемпіонату Європи з футболу серед письменників
- Брав участь у заснуванні премії з літератури ім. Олеся Ульяненко
- Альманах російського зарубіжжя 2009 і 2011 рр.
- Альманах тюремної поезії сумісно з Державною пенітенціарною службою України
- Численні круглі столи

Всі ідеї Володимира Сергієнко були підтримані більшістю. Безліч актуальних проектів перебуває в процесі реалізації, як наприклад: круглий стіл російських і англійських письменників під час Лондонського книжкового ярмарку.

## Відео
- Куртуазний матріархат. Урочистий ритуал проголошення куртуазного прокуратора Європи [Архівовано 2 березня 2022 у Wayback Machine.]
- Письменники зіграють у футбол
- Перформанс сумісно з "САКС-Мафією"